# Rautalampi
Rautalampi este o comună din Finlanda.